# Círculo de Yelimané
Yelimané es una subdivisión administrativa (cercle o círculo) de la región de Kayes, en Malí. En abril de 2009 tenía una población censada de 176 517 habitantes y estaba formada por las siguientes comunas o municipios, que se muestran igualmente con población de abril de 2009:
- Diafounou Diongaga 9,678
- Diafounou Gory 20,250
- Fanga 7,933
- Gory 12,601
- Guidimé 39,823
- Kirané Kaniaga 34,897
- Konsiga 4,928
- Kremis 11,044
- Marékhaffo 5,324
- Soumpou 4,853
- Toya 12,644
- Tringa 12,542[1]